# Gaston Waringhien
Gaston Waringhien (Rijsel, 20 juli 1901 - 20 december 1991) was een Franse taalkundige, lexicograaf en Esperantist. Hij vertaalde vooral gedichten uit het Frans, Engels en Duits in het Esperanto. Hij schreef ook zelf werken in het Esperanto. Van 1963 tot 1979 was hij voorzitter van de Akademio de Esperanto. Hij was een van de medewerkers van de Literatura Mondo en hoofdredacteur van La Nica Literatura Revuo. Ook leverde hij een belangrijke bijdrage aan het Plena Vortaro (1930), het Plena Ilustrita Vortaro en het Granda Vortaro Esperanta-Franca (1957). Samen met Kálmán Kalocsay heeft hij ook de Plena Gramatiko (1970) opgesteld.
Hij werkte onder de pseudoniemen Georges E. MAŬRA, A. NURAK en A. PAPADIAMANTOPOULOS. In de Plena Ilustrita Vortaro de Esperanto (PIVE) van 2002 wordt zijn naam genoemd in veresperantiseerde vorm, Varingjeno.

## Belangrijkste werken
- Parnasa gvidlibro (met Kálmán Kalocsay, 1932)
- Kontribuo al poemkolekto Dekdu Poetoj, 1934
- Manifeste des Anationalistes
- Plena (analiza) gramatiko (met Kálmán Kalocsay, 1935, 1938, 1981)
- Facilaj esperantaj legajxoj (1935)
- Maksimoj de La Rochefoucauld (1935)
- Leteroj de L.L.Zamenhof (redaktoro (1948)
- Poemoj de Omar Kajam (traduko, (1953)
- Eseoj I: Beletro (1956)
- La floroj de l' malbono (1957)
- Kantoj kaj romancoj
- La trofeoj (1977)
- Tra la parko de la franca poezio: La renesanca periodo / La klasika periodo (1977/1980)
- La hximeroj (1976)
- Lingvo kaj vivo (1969)
- Ni kaj gxi (1972)
- 1887 kaj la sekvo (1980, uitgegeven in de Serio Stafeto)
- Kaj la ceter' - nur literaturo (1983)
- Duonvocxe (originele gedichten, 1939/ 1963)

Postuum verschenen:
- Erotische gedichten (uitgegeven in La Kancerkliniko - met niet eerder gepubliceerde gedichten in het Frans, vertaald door Georges Lagrange en Michel Duc-Goninaz met illustraties van Serge Sire)